# Trường thị giác
Trường thị giác là toàn bộ phần nhìn thấy được của mắt khi mắt dán thẳng vào một điểm trong không gian.